# Villa Saraceno
| Imagem: Cidade de Vicenza e Villas de Palladio no Véneto | A Villa Saraceno está incluída no sítio "Cidade de Vicenza e Villas de Palladio no Véneto", Património Mundial da UNESCO. |  |

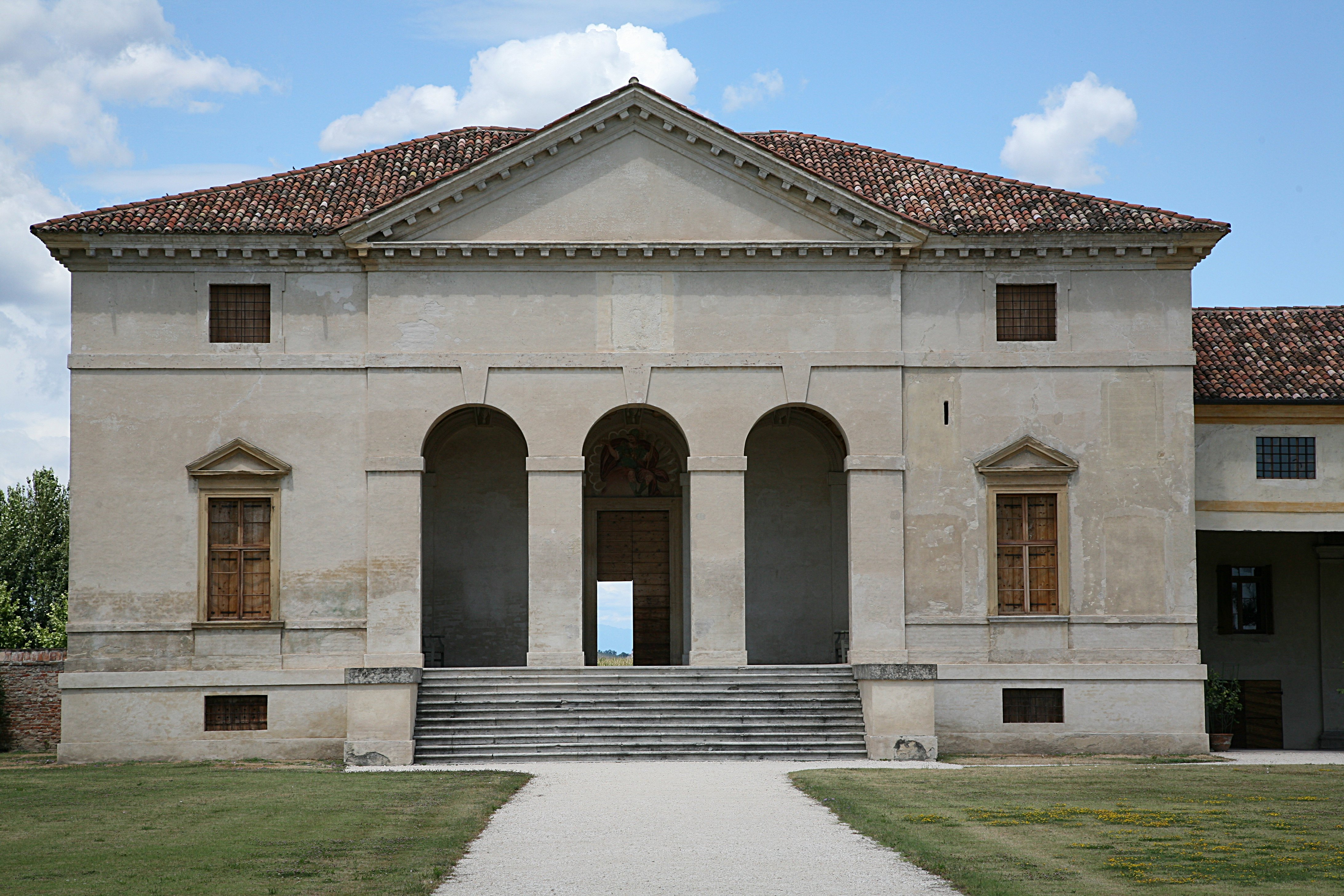
Fachada da Villa Saraceno.

A Villa Saraceno é uma villa italiana do Véneto, situada em Finale di Agugliaro, Província de Vicenza. A villa, um dos primeiros trabalhos de Andrea Palladio, foi projectada pelo arquitecto em 1543 e construída por volta de 1548, recebendo o nome da aristocrática família que a encomendou.
A villa está classificado, desde 1996, como Património Mundial da Humanidade pela UNESCO, juntamente com as outras villas palladianas do Véneto.

## História

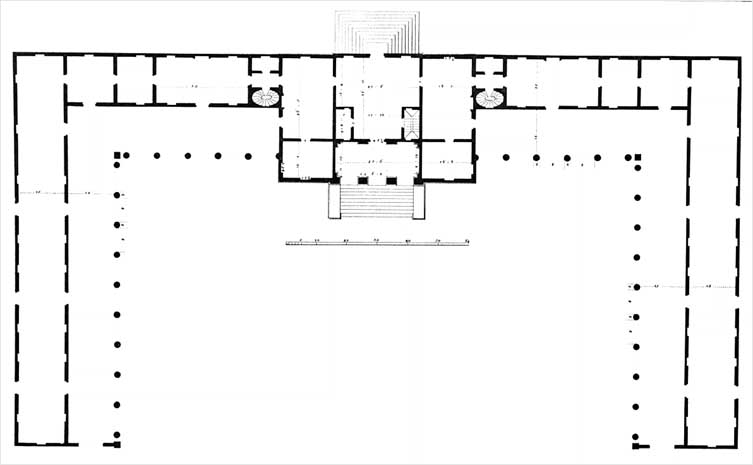
Planta da Villa Saraceno desenhada por Ottavio Bertotti Scamozzi em 1778.

Na década de 1540, Andrea Palladio foi chamado, por Biagio Saraceno, a intervenir em Finale di Agugliaro numa casa de lavoura preexistente, propriedade da família havia tempo. É possível que o projecto previsse uma reestruturação que incluisse a dita granja. Em 1570 o edifício foi ilustrado num estado imaginário na influente publicação do arquitecto intitulada I Quattro Libri dell'Architettura, apresentando o edifício fechado entre dois grandes barchesse em ângulo recto. No entanto, a villa tinha sido construída numa forma mais modesta, sem as características alas do arquitecto. As razões disso não estão de todo claras, mas provavelmente referem-se ao facto de que existia uma granja activa no lugar. É um facto que nunca se efectuou uma reestruturação global e que a intervenção palladiana se circunscreveu ao edifício senhorial: no lado direito do pátio os edifícios ainda são quatrocentistas, enquanto que a barchessa, que os liga ao edifício senhorial, foi construída no início do século XIX. Seja como for, o corpo da villa é um dos êxitos mais felizes entre as realizações palladianas da década de 1540.

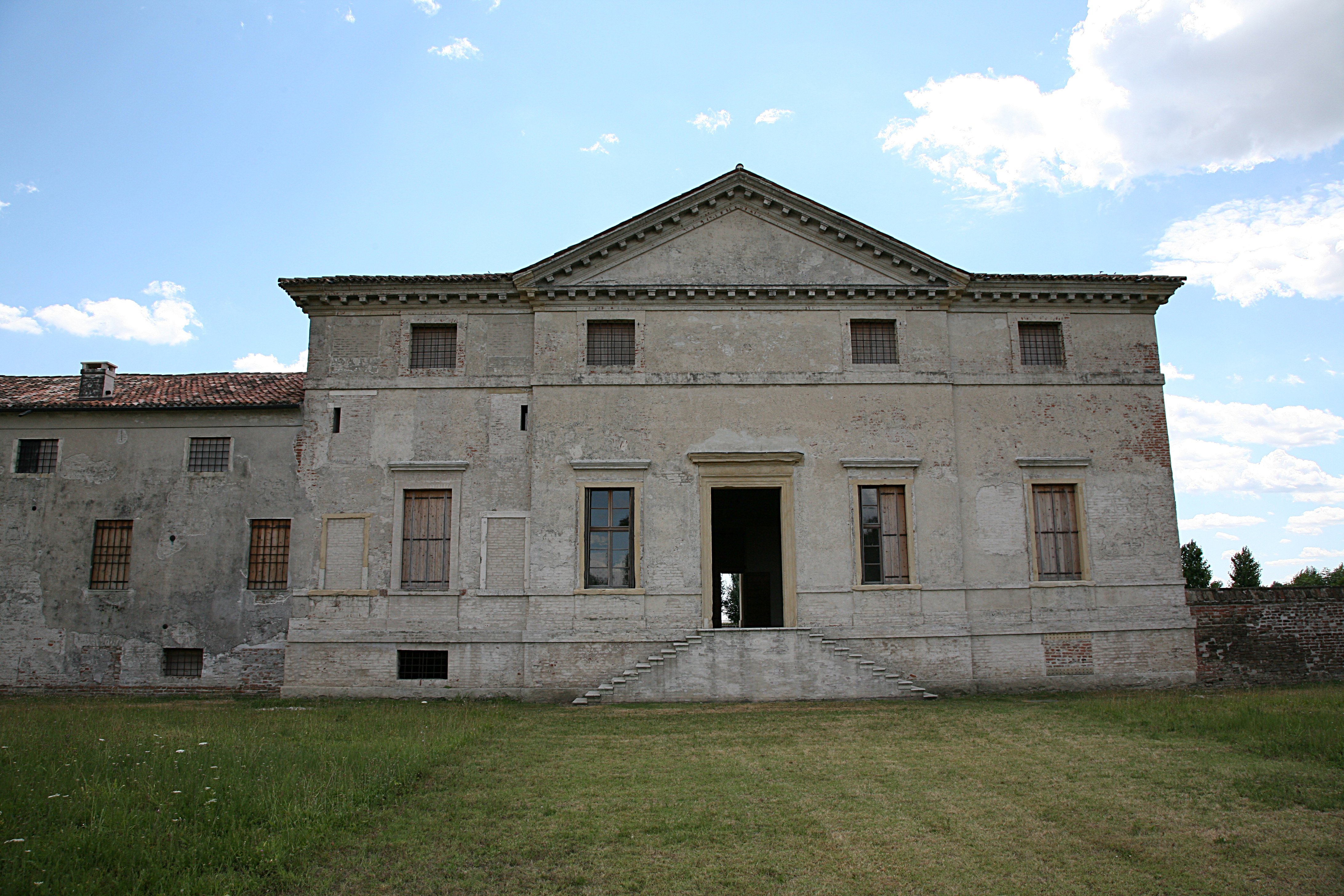
Fachada traseira da Villa Saraceno.

A datação do início das obras coloca-se no período de tempo que transcorre entre duas estimativas fiscais: na primeira, de 1546, ainda é citado o edifício senhorial preexistente, enquanto que na segunda, datada de 1555, é descrita a nova villa palladiana. É possível que a construção remonte a 1548, quando Biagio Saraceno adquiriu um importante cargo político na cidade. De qualquer modo, só trinta anos mais tarde é que Pietro Saraceno, filho de Biagio, realizou os estuques do interior e começou o programa decorativo, talvez devido a Domenico Brusasorzi.
A villa degradou-se por falta de reparações no século XX, mas manteve parte dos seus afrescos originais. Foi adquirida em 1989 pela organização benemérita britânica chamada Landmark Trust. No ano de 1994, o Trust tinah completado o seu restauro, convertendo a propriedade, que inclui edifícios agrícolas adjacentes não palladianos, numa casa de férias para 16 pessoas. O restauro foi louvado pela sua sensibilidade e, desde 1996, a villa passou a desfrutar dum nível de protecção adicional, ao ser conservada como um dos edifícios que forma o lugar Património da Humanidade intitulado Cidade de Vicenza e Villas de Palladio no Véneto. As divisões principais da villa estão abertas ao público de forma limitada, mas o Trust atraiu algumas críticas no passado por não promover o edifício como parte do Lugar Património da Humanidade.
Em 2008, o Landmark Trust anunciou que celebraria o aniversário do nascimento de Palladio com um novo guia, de 5 euros, para a Villa Saraceno, em inglês e italiano, e que ampliaria as oportunidades de visita.

## Detalhes arquitectónicos
De extraordinária simplicidade, quase ascético, o edifício é um puro volume construído em tijolos e gesso, onde qualquer elemento decorativo é banido e o raro emprego de pedra trabalhada é limitado aos elementos arquitectónicos mais significativos (como janelas e portões) e às partes estruturais.
É somente o desenho do arquitecto a infundir magnificência ao edifício, apesar das dimensões reduzidas, derivando os próprios elementos do templo romano antigo: o piano nobile é elevado da terra e pousa sobre um pódio, onde encontram espaço as adegas; a loggia na fachada é coroada por um frontão triangular. Pequenas janelas iluminam os sótãos, onde era armazenado o grão.
Também na planta a villa é duma simplicidade desarmante: dois ambientes menores destinados a acolher as escadas determinam a forma em "T" da sala, em cujos lados estão dispostos dois pares de salas ligadas por relações proporcionais.

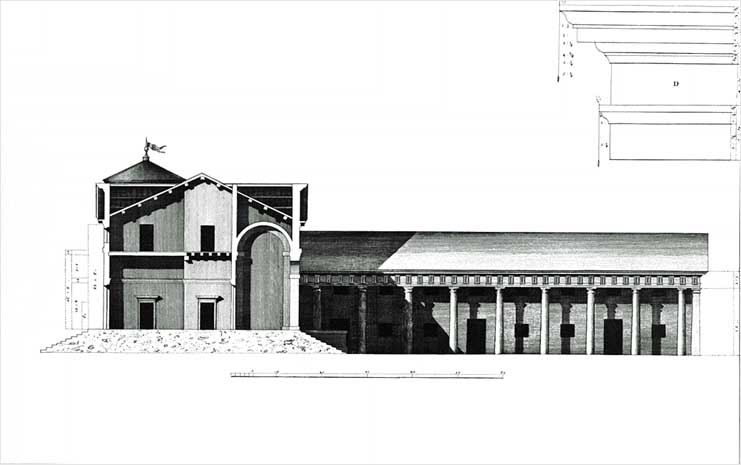
Secção da villa, por Scamozzi, 1778.
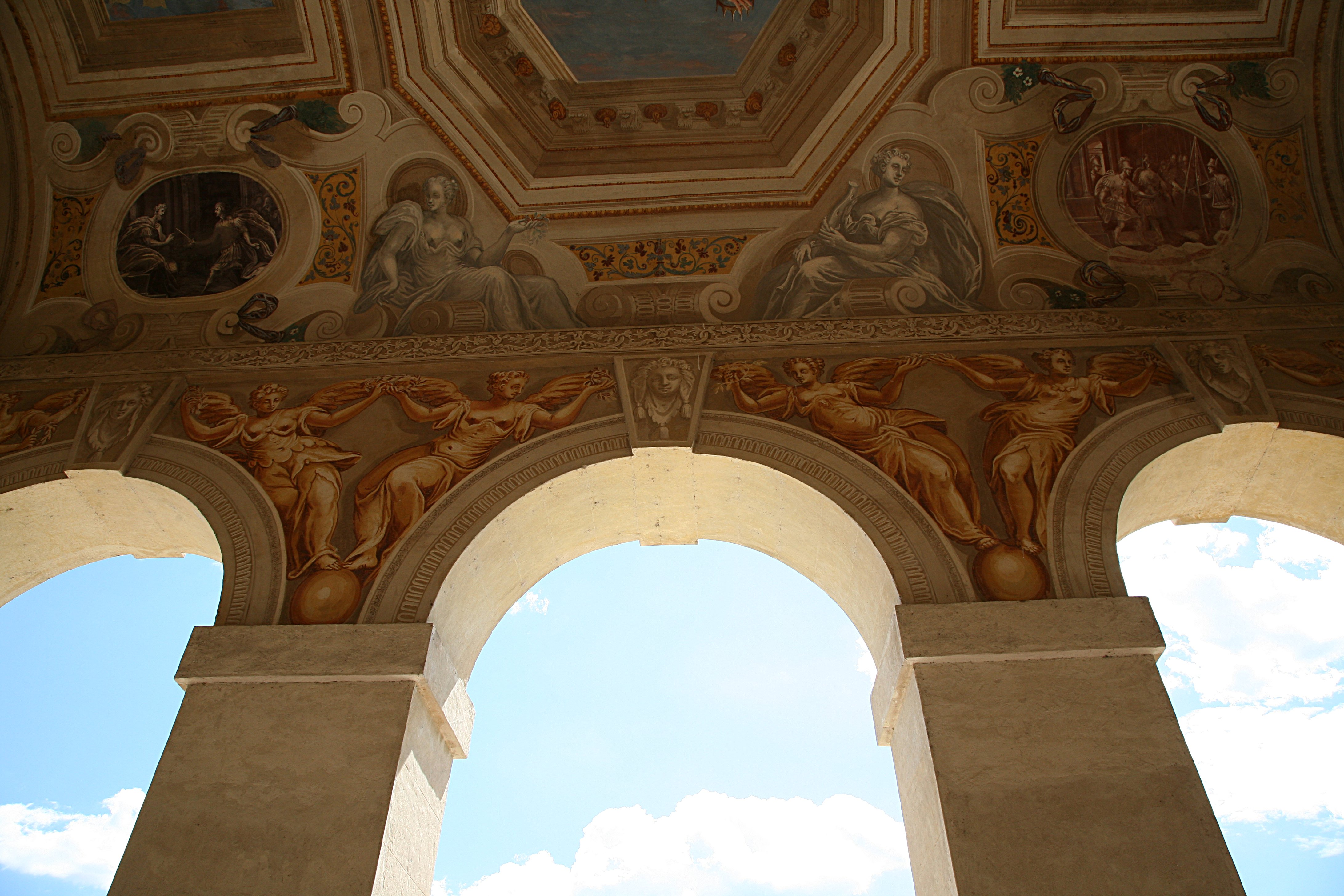
Decoração da loggia
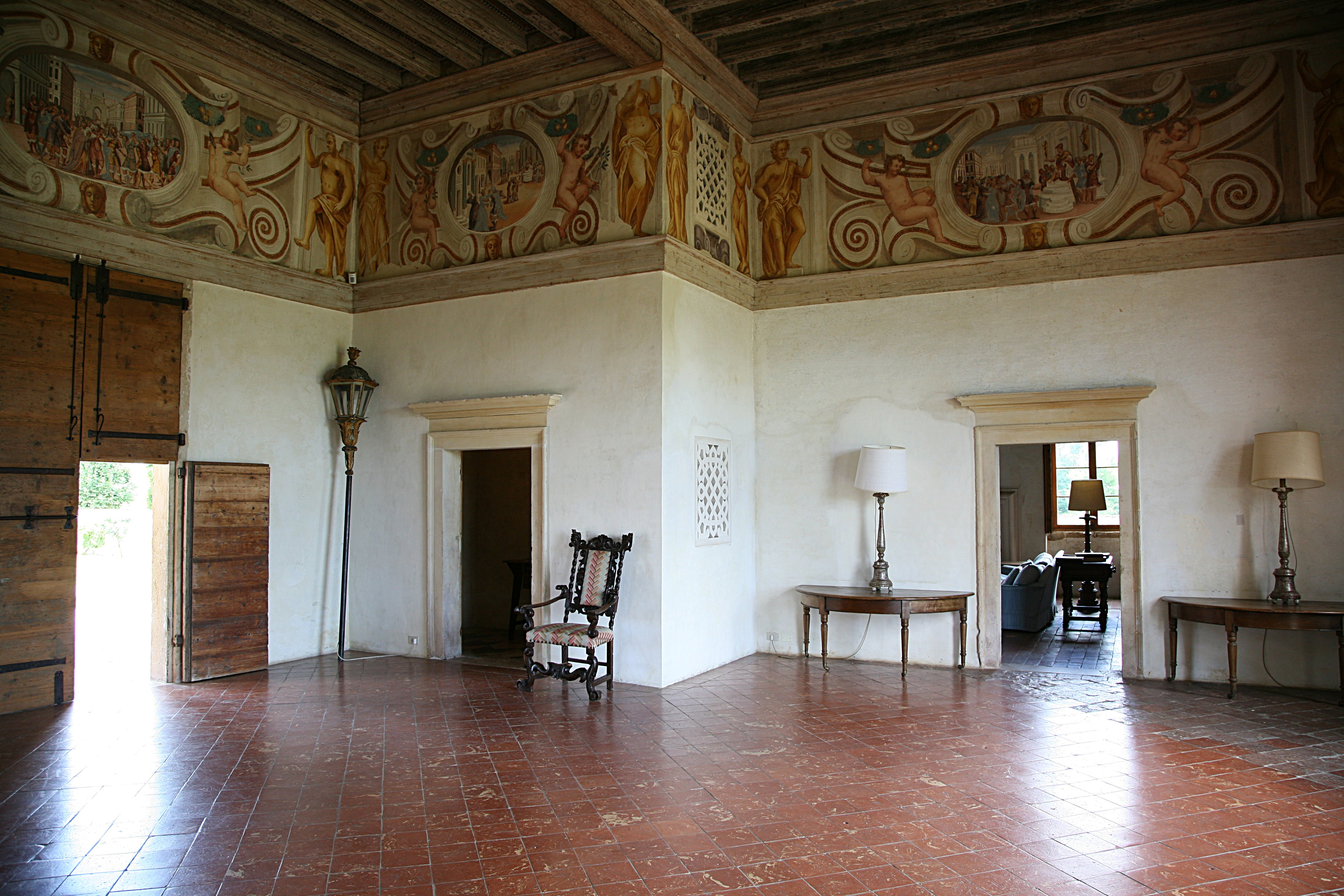
Interiores
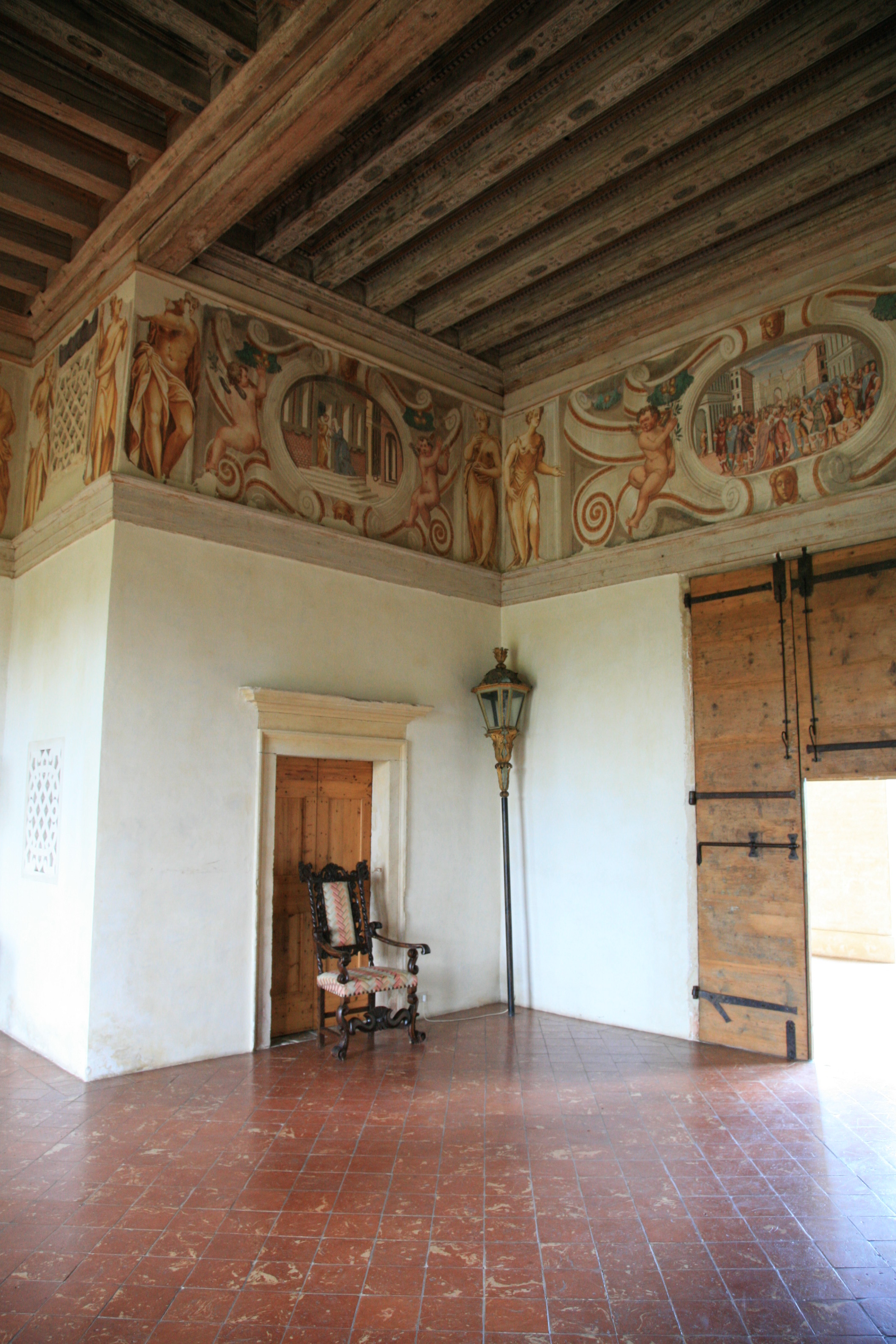
Interiores